# 布洛克斯漢姆 (佛羅里達州)
布洛克斯漢姆（英語：Bloxham）是位於美國佛羅里達州萊昂縣的一個非建制地區。該地的面積和人口皆未知。

## 地理
布洛克斯漢姆的座標為30°23′19″N 84°37′51″W / 30.38861°N 84.63083°W，而該地的平均海拔高度為31米（即102英尺）。